# 即時取得
即時取得（そくじしゅとく）とは、動産を占有している無権利者を真の権利者と過失なく誤信して取引をした者に、その動産について完全な所有権または質権を取得させる制度。善意取得（ぜんいしゅとく）ともいい、原始取得の一種である。
日本においては民法第192条に規定がある。なお、民法第192条とは別に、債権の独立財産化に伴って民法第468条1項の異議を留めない承諾が善意取得の意味を持つ規定と理解されるに至っている（債権譲渡を参照）。
以下では民法第192条に規定される動産の即時取得を扱う。
- 民法について以下では、条数のみ記載する。

## 概説

### 条文
- 第192条

取引行為によって、平穏に、かつ、公然と動産の占有を始めた者は、善意であり、かつ、過失がないときは、即時にその動産について行使する権利を取得する。

### 制度趣旨
本来であれば、無権利者から権利取得を目的とした取引を行ったとしても、権利を取得することができないのが原則である。
しかし、動産の場合、通常は取引をする相手方は権利者であり、取引相手が権利者であることを確認できなければ、権利を取得できないというリスクを負わなければならないとすると、取引を行いにくいし、本当の権利者へ返還をしなければならないなどの取引の混乱が起き、法的安定性が害されてしまう。そこで、動産の占有に公信力を与えて、動産の取引に入った者を保護し、取引の安全を図ろうとするのが、即時制度の趣旨である。

## 即時取得の要件
即時取得を主張するためには、その動産の占有を売買などの取引行為によって平穏かつ公然に取得していなければならない。また、その動産を所持していた者が権利者であると信じていた状態（善意）で、かつ信じていたことについて不注意が無い（無過失）ことも要求される。善意について、民法の一般的用法と異なることに注意（後述）。
民法第192条　取引行為によって、平穏に、かつ、公然と動産の占有を始めた者は、善意であり、かつ、過失がないときは、即時にその動産について行使する権利を取得する。
即時取得の要件をまとめると以下のようになる。
1. 対象が動産であること
2. 前主が無権利者であること
3. 取引行為により占有を承継したこと
4. 占有を開始したこと
5. 占有開始の際、平穏かつ公然の占有で、前主が無権利であることについて取得者が善意・無過失であること

なお、前主が無権利者であることは法律要件ではなく、前主が正当な所有者である場合も、即時取得は当然成立する。もし、前主が正当な所有者である場合に即時取得の適用がないとすると、取得者は、前主が正当な所有者であることおよび、前主から正当に譲り受けたことを証明しなければならないが、前主が正当な所有者であることを証明することは、前主の前主が正当な所有者であることを証明する必要が発生する場合もあるなど容易ではなく、前主が正当な所有者であるが、それを証明できない場合（前主が正当な所有者であると主張したが、それを証明できない場合）は多々発生するため、取得者はその所有権を証明できないという不合理が発生することになる。前主が正当な所有者である場合にも即時取得の適用があり、即時取得の立証の方が容易であれば（通常は即時取得の立証の方が容易である）、取得者としては単純に即時取得を主張立証することも可能である。

### 対象が動産であること
即時取得の対象は動産である。不動産には不動産登記制度があり、権利者が公示されているためである。
- 登記・登録制度のある動産
通説・判例は不動産登記と同様の公的な登録がされている動産（登記・登録制度のある自動車、船舶、航空機、建設機械など）については即時取得できないと解している[3]。ただし、これらの場合も未登録･未登記・登録を抹消されたものは即時取得の対象となる（最判昭和45年12月4日民集24巻13号1987頁、最判平成14・10・29民集56巻1964頁）[3]。
農業動産信用法上の農業用動産については取引によっては即時取得の対象となりうる[3]。
- 金銭
金銭は動産であるが通常は物としての個性を有しないことから即時取得の対象とならないとするのが通説・判例（最判昭和29・11・5刑集8巻1675頁、最判昭和39・1・24判時365号26頁参照）の立場である[4]（不当利得の問題として処理する）。
- 証券化された債権
無記名債権（債権者が特定されていない、証券化された債権）は、86条3項によって動産と同じ扱いを受けるので即時取得の対象となる[3]。ただし、商法上の有価証券は小切手法21条等に定められる善意取得制度による[3]。

### 前主が無権利者（無権限者）であること
条文上は明記されていないが、前述の制度趣旨より、無権利者（無権限者）からの取得しか即時取得では保護されない。
前主（直接の取引相手）が制限行為能力者である場合、無権代理人である場合、錯誤がある場合などは、即時取得を認めると、制限行為能力者・無権代理の本人・錯誤等の意思表示した者を一定の場合に保護する規定が存在する意味を失うため、即時取得の対象ではない。ただし、制限行為能力者や無権代理人が前主（直接の取引相手）ではなく、これらの者からの譲受人（転得者）が前主である場合には、前主自体は無権利者であるため、動産を譲り受けた転得者は即時取得の適用を受けることになる。
この要件は、講学上の要件ではあるものの、無権利者からの取得以外の場合には適用がないという意味での消極的な要件である点に注意を要する。そのため、民事訴訟の要件事実論における、法律効果を主張する者が主張・立証しなければならない要件事実にはあたらない。

### 取引行為により、占有を承継したこと
従来は、取引行為によることは明文にはなかったが、通説・判例では制度趣旨より当然の要件と解されていた（「取引行為に限る」とした判例として大審院大正4年5月20日判決大正3年(オ)208号民録21巻730頁＝民抄録56巻12718頁が引用されるのが通例である。ただし、この判決は「現に動産たるものを占有」することを即時取得の要件と判示するだけで、「取引行為に限る」といったことは一切示唆していない）。2004年の民法改正において、従来からの通説を条文に取り込み、「取引行為によって」という文言が条文に加えられた。
取引行為には、判例で売買・贈与・弁済・代物弁済が含まれる。したがって、相続などでは即時取得できない。ただし、贈与などの無償行為がここでいう取引行為に含まれるかは、若干の争いがある。

### 占有を開始したこと
この占有開始には、現実の引渡し、簡易の引渡しが含まれることは争いはないが、指図による占有移転、占有改定が含まれるかについては争いがある。
判例は、指図による占有移転は肯定し（最判昭和57・9・7民集36巻1527頁）、占有改定は否定している（最判昭和32年12月27日民集11巻14号2485頁ほか）。もっとも、指図による占有移転について、否定した判例もある（大判昭和8年2月13日新聞3520号11頁、大判昭和9年11年20頁民集13巻2302頁）。
なお、動産譲渡登記上の譲渡人からの買主等にも即時取得が成立する場合がある。

### 平穏・公然・善意・無過失
平穏・公然の対義は、強暴・隠避。平穏・公然と善意については、186条で推定されるので立証の必要はない。また、無過失についても、188条で前主である占有者は適法に権利を行使するものと推定される(法律上の推定)ことから、取得者は無過失を推定されるため、立証の必要はない (最判昭和41年6月9日)。
なお、192条の「善意」は、民法の一般的用法とは異なり、前主の占有を信じていたことをいう。したがって、前主の無権利を知っていた場合のほか、前主の権利を疑っていた場合も、悪意となり、即時取得は成立しない。

## 即時取得の効果
即時取得の効果は動産上の所有権・質権の原始取得である（192条）。所有権取得の場合には譲受人が所有権を取得するとともに前主のもとで動産に付着していた権利は消滅し、質権設定の場合にはその所有権上に質権の負担が生じるに至る。なお、盗品や遺失物の即時取得については特則がある（後述）。

## 盗品等の回復請求権
盗品又は遺失物については、即時取得が成立する場合において、もともとの権利者に回復請求権又は、買取請求権が認められている。
- 回復請求権
盗難又は遺失の時から2年間、占有者に対してその物の回復を請求することができる（第193条）。
- 買取請求権
競売若しくは公の市場において、又はその物と同種の物を販売する商人から、善意で買い受けたときは、代価を弁償しなければ、その物を回復することができない（194条）。

占有者が古物商・質屋営業者・公益質屋である場合には、その占有者が公の市場での取得や善意で取得した場合であっても、被害者及び遺失主は1年以内に限り無償で回復できる（古物営業法（昭和二十四年法律第百八号）第二十条:盗品及び遺失物の回復.e-Gov法令検索. 総務省行政管理局  、質屋営業法22条）。
第193条は、遺失物が遺失物拾得（原始取得である）により所有権が適法に移転した場合には適用が無い。
また、詐欺や横領などによるものでは、回復請求権による返還請求はできないとされている。

## 有価証券の善意取得
有価証券については、手形については手形法、小切手については小切手法、株券・新株予約権付社債券については商法および小切手法で「善意取得」の規定をおいている。